# Ковра (приток Лавы)
Ковра (Кавра) — река в России, протекает по Кировскому району Ленинградской области. Устье реки находится в 20 км по левому берегу реки Лава. Длина реки составляет 17 км, площадь водосборного бассейна — 143 км².

## География
Ковра вытекает из Люкосаргского озера, на торфоразработках южнее посёлка Назия. По правому берегу посёлок Второй Посёлок, затем по левому — деревня Жихарево. Ещё севернее течёт по западному краю посёлка Назия и пересекает железную дорогу Мга — Волховстрой. За посёлком Назия река поворачивает на северо-запад, на правом берегу находится посёлок Старая Мельница. Впадает слева в реку Лава.

## Данные водного реестра
По данным государственного водного реестра России относится к Балтийскому бассейновому округу, водохозяйственный участок реки — Водные объекты бассейна оз. Ладожское без рр. Волхов, Свирь и Сясь, речной подбассейн реки — Нева и реки бассейна Ладожского озера (без подбассейна Свирь и Волхов, российская часть бассейнов). Относится к речному бассейну реки Нева (включая бассейны рек Онежского и Ладожского озера).
Код объекта в государственном водном реестре — 01040300212102000025218.